# Acker Bilk
Bernard Stanley "Acker" Bilk (28 de enero de 1929 – 2 de noviembre de 2014) fue un clarinetista británico.
En 1962 su tema instrumental "Stranger on the Shore" (Un extraño en la playa) se convirtió en el sencillo más vendido del año en el Reino Unido, manteniéndose durante 50 semanas en las listas de éxitos británicas. Alcanzó también el número 1 de la lista Billboard Hot 100 en Estados Unidos en 1962.

## Inicios
Nació en Pensford, Somerset en 1929. Aunque su padre intentó enseñarle a tocar el piano, el joven Bilk prefería jugar al fútbol. Su naturaleza inquieta le llevó perder dos dientes en una pelea y parte de un dedo en un accidente con un trineo, lo que afectó a su forma de tocar el clarinete.
Tras finalizar su etapa escolar estuvo trabajando un tiempo en una fábrica de cigarrillos de Bristol, antes de ingresar en la unidad de ingenieros del Ejército británico y ser destinado al Canal de Suez. Allí aprendió a tocar el clarinete después de que un amigo zapador le regalase uno que había comprado en un bazar. Posteriormente, Bilk consiguió un instrumento de mayor calidad facilitado por el Ejército, que conservó tras su desmovilización. Una vez finalizado su servicio militar comenzó a trabajar como herrero en el negocio de su tío.

## Carrera
Bilk comenzó a tocar con algunos amigos en los circuitos jazzísticos de Bristol antes de mudarse a Londres en 1951 para tocar en la banda de Ken Colyer. Sin embargo, le desagradaba Londres, por lo que decidió regresar al oeste de Inglaterra y formar su propia banda, a la que llamó The Chew Valley Jazzmen, y posteriormente the Bristol Paramount Jazz Band cuando decidieron trasladarse a Londres. Su agente les consiguió un contrato de seis meses en Düsseldorf, Alemania, para tocar en un bar de copas de la localidad, siete hora cada noche y siete noches a la semana. Durante este tiempo, Blik y su banda desarrollaron un estilo y apariencia, adoptando los chalecos a rayas y el bombín como elemento distintivo.
Tras regresar de Alemania, Bilk se estableció en Londres y junto a su banda comenzó a actuar en los clubes de la capital aprovechando el auge del Jazz tradicional que a finales de los años 50 surgió en el Reino Unido. En 1960, su sencillo "Summer Set", escrito junto al pianista Dave Collett, alcanzó el puesto número 5 de la lista UK Singles Chart. En 1961 "Acker Bilk and His Paramount Jazz Band" fueron invitados a actuar en la Royal Variety Performance.
Bilk no fue conocido internacionalmente hasta 1962, cuando introdujo el uso experimental de un conjunto de cuerda en una de sus composiciones que cautivó a la audiencia fuera del Reino Unido. Había compuesto un tema llamado "Jenny" en honor a su hija, pero que fue rebautizado como "Stranger on the Shore" para ser usado por la televisión británica. Luego lo grabó como el tema principal de un nuevo álbum.
El sencillo no solo fue un rotundo éxito en el Reino Unido, donde permaneció 55 semanas en lista y abrió las puertas de la televisión a Bilk, sino que también llegó a lo más alto de las listas de éxitos norteamericanas. Como resultado, Bilk fue el segundo artista británico en conseguir un número 1 en la lista Billboard Hot 100. (Vera Lynn había sido la primera con "Auf Wiederseh'n Sweetheart" en 1952.) "Stranger on the Shore" vendió más de un millón de copias y fue certificado disco de oro.
Bilk grabó un buen número de álbumes en el Reino Unido que fueron también publicados con éxito en Estados Unidos con el sello subsidiario de Atlantic Records, Atco, incluyendo Together, una colaboración con el pianista y compositor danés Bent Fabric). El éxito de Bilk comenzó a decaer coincidiendo con el auge de las bandas británicas de rock and roll a comienzos de 1964 y fue en ese momento cuando enfocó su carrera hacia el cabaret. En 1974 logró un nuevo éxito comercial con "Aria", que alcanzó el número 5 de las listas de éxitos en el Reino Unido. En mayo de 1977 Bilk and his Paramount Jazz Band actuaron en el intermedio del Festival de la Canción de Eurovisión. A comienzos de los años 80, el tema "Stranger on the Shore", cobró de nuevo popularidad al ser usado para la banda sonora de Sweet Dreams, una película sobre la biografía de la cantante de música country Patsy Cline. "Aria" fue también usado para la banda sonora de la película polaca Mój rower en 2012.
Bilk continuó girando con su banda y realizando actuaciones junto a músicos como Chris Barber y Kenny Ball. En 1997, Bilk fue diagnosticado de cáncer de garganta. Fue tratado con cirugía y radioterapia. Posteriormente tuvo varios problemas de salud, incluido un derrame. Falleció a consecuencia del cáncer el 2 de noviembre de 2014 en Bath.

## Discografía

### Álbumes
| Año  | Álbum                                                                | UK Charts | Sello    |
| ---- | -------------------------------------------------------------------- | --------- | -------- |
| 1960 | The Seven Ages of Acker                                              | 6         | Columbia |
| 1960 | Omnibus                                                              | 14        | Pye      |
| 1961 | Acker                                                                | 17        | Columbia |
| 1961 | Golden Treasury of Bilk                                              | 11        | Columbia |
| 1961 | The Best of Barber and Bilk (with Chris Barber)                      | 4         | Pye      |
| 1961 | The Best of Barber and Bilk Volume 2 (with Chris Barber)             | 8         | Pye      |
| 1962 | Stranger on the Shore                                                | 6         | Columbia |
| 1962 | The Best of Ball, Barber and Bilk (with Kenny Ball and Chris Barber) | 1         | Pye      |
| 1963 | A Taste of Honey                                                     | 17        | Columbia |
| 1966 | Mood For Love                                                        | -         | Atco     |
| 1976 | The One for Me                                                       | 38        | Pye      |
| 1977 | Sheer Magic                                                          | 5         | Warwick  |
| 1978 | Evergreen                                                            | 17        | Warwick  |

### EP
| Año  | Título                                                 | UK Charts | sello    |
| ---- | ------------------------------------------------------ | --------- | -------- |
| 1958 | Mr. Acker Bilk Marches On                              | —         | Pye      |
| 1959 | Mister Acker Bilk Sings                                | —         | Pye      |
| 1959 | Master Acker Bilk                                      | —         | Esquire  |
| 1959 | Mister Acker Bilk and His Paramount Jazz Band Volume 1 | —         | Melodisc |
| 1959 | Mr. Acker Bilk Requests - Part 1                       | —         | Pye      |
| 1959 | Acker's Away                                           | —         | Columbia |
| 1959 | Mr. Acker Bilk Requests - Part 2                       | —         | Pye      |
| 1960 | Mister Acker Bilk and His Paramount Jazz Band Volume 2 | 50        | Melodisc |
| 1960 | Mister Acker Bilk and His Paramount Jazz Band Volume 3 | —         | Melodisc |
| 1960 | Mister Acker Bilk and His Paramount Jazz Band Volume 4 | —         | Melodisc |
| 1960 | The Seven Ages of Acker                                | —         | Columbia |
| 1960 | The Seven Ages of Acker Volume 2                       | —         | Columbia |
| 1960 | Clarinet Jamboree Part 1                               | —         | Columbia |
| 1961 | Acker Volume 1                                         | —         | Columbia |
| 1961 | Acker Volume 2                                         | —         | Columbia |
| 1962 | A Golden Treasury of Bilk 1                            | —         | Columbia |
| 1962 | Four Hits and a Mister                                 | —         | Columbia |
| 1962 | A Golden Treasury of Bilk Volume 2                     | —         | Columbia |
| 1962 | Band of Thieves                                        | —         | Columbia |
| 1962 | Mr. Acker Bilk's Lansdowne Folio - Volume 1            | —         | Columbia |
| 1963 | Bilk and Bossa                                         | —         | Columbia |
| 1963 | Four More Hits and a Mister                            | —         | Columbia |
| 1963 | Manana                                                 | —         | Columbia |
| 1964 | Snag It                                                | —         | Arc      |
| 1965 | Franklin Street Blues                                  | —         | Arc      |

### Sencillos
| Año  | Título                                   | UK Charts | sello      |
| ---- | ---------------------------------------- | --------- | ---------- |
| 1956 | "Dippermouth Blues"                      | —         | Tempo      |
| 1960 | "Summer Set"                             | 5         | Columbia   |
| 1960 | "Marching Through Georgia"               | —         | Pye        |
| 1960 | "White Cliffs of Dover"                  | 30        | Columbia   |
| 1960 | "C.R.E. March"                           | —         | Pye        |
| 1960 | "Blaze Away"                             | —         | Pye        |
| 1960 | "Under the Double Eagle"                 | —         | Pye        |
| 1960 | "El Abanico"                             | —         | Pye        |
| 1960 | "Dardanella"                             | —         | Pye        |
| 1960 | "Gladiolus Rag"                          | —         | Pye        |
| 1960 | "Buona Sera"                             | 7         | Columbia   |
| 1961 | "Sweet Elizabeth"                        | —         | Columbia   |
| 1961 | "That's My Home"                         | 7         | Columbia   |
| 1961 | "The Stars and Stripes Forever"          | 22        | Columbia   |
| 1961 | "Stranger on the Shore"                  | 2         | Columbia   |
| 1962 | "Frankie and Johnny"                     | 42        | Columbia   |
| 1962 | "Gotta See Baby Tonight"                 | 24        | Columbia   |
| 1962 | "Lonely"                                 | 14        | Columbia   |
| 1963 | "A Taste of Honey"                       | 16        | Columbia   |
| 1963 | "Manana Pasado Manana"                   | —         | Columbia   |
| 1963 | "Moonlight Tango"                        | —         | Columbia   |
| 1963 | "The Harem"                              | —         | Columbia   |
| 1964 | "Bustamento"                             | —         | Columbia   |
| 1964 | "Dream Ska"                              | —         | Columbia   |
| 1965 | "Mona Lisa"                              | —         | Columbia   |
| 1966 | "Petite Fleur"                           | —         | Columbia   |
| 1966 | "La Playa"                               | —         | Columbia   |
| 1967 | "The Girl with the Sun in Her Hair"      | —         | Columbia   |
| 1969 | "When I'm Away"                          | —         | Columbia   |
| 1970 | "Thomas O'Malley Cat"                    | —         | Columbia   |
| 1971 | "Irish Lullaby"                          | —         | Columbia   |
| 1972 | "Burgundy Street"                        | —         | Pye        |
| 1974 | "When I See You Smile Again"             | —         | Pye        |
| 1975 | "Canios Tune"                            | —         | Pye        |
| 1976 | "Homecoming"                             | —         | Pye        |
| 1976 | "Good Morning"                           | —         | Pye        |
| 1976 | "Aria"                                   | 5         | Pye        |
| 1976 | "Incontro"                               | —         | Pye        |
| 1977 | "Love Theme"                             | —         | Pye        |
| 1977 | "Dancing in the Dark"                    | —         | Pye        |
| 1978 | "Universe"                               | —         | Pye        |
| 1978 | "Mister Men Theme"                       | —         | Pye        |
| 1978 | "Theme from The Incredible Hulk"         | —         | Pye        |
| 1979 | "Aranjuez Mon Amour"                     | —         | Pye        |
| 1980 | "Song for Guy"                           | —         | Piccadilly |
| 1980 | "I Like Beer" (with Max Bygraves)        | —         | Piccadilly |
| 1980 | "You Say Something Nice About Everybody" | —         | Piccadilly |
| 1980 | "Verde"                                  | —         | Piccadilly |
| 1980 | "On Sunday"                              | —         | Piccadilly |
| 1981 | "Find a Way"                             | —         | PRT        |